# Саган, Карл
Карл Э́двард Са́ган (Се́йген, Сейган; англ. Carl Edward Sagan [ˈseɪɡən]; 9 ноября 1934[…], Бруклин, Нью-Йорк — 20 декабря 1996[…], Сиэтл, Вашингтон) — американский астроном, астрофизик и популяризатор науки.
Саган был пионером в области экзобиологии и дал толчок развитию проекта по поиску внеземного разума SETI. Получил мировую известность за свои научно-популярные книги и телевизионный мини-сериал «Космос: персональное путешествие». Он также является автором научно-фантастического романа «Контакт», на основе которого в 1997 году был снят одноимённый фильм.
Доктор, член Американского философского общества (1995).

## Образование и научная карьера
Родился в Бруклине (Нью-Йорк) в еврейской семье, исповедовавшей реформистский иудаизм. Отец Самуил (Сэм) Саган (1905—1979) родился в Каменце-Подольском (нынешняя Украина, Хмельницкая область), дед и бабушка по материнской линии эмигрировали из Австро-Венгерской империи. Дед Лейб (Льюис) Грубер (1885—1952) жил в селе Сасов к востоку от Львова и зарабатывал тем, что переносил «пассажиров» на себе через р. Буг. В 1904 году бежал в Америку от обвинения в убийстве, оставив дома молодую жену. Мать Карла, Рэйчел Молли Грубер (1907—1982) родилась в Нью-Йорке. Карла назвали в честь бабушки Клары (1876—1909), которую он никогда не видел. У Карла была сестра, Кэрол, и семья жила в скромной квартире недалеко от Атлантического океана, в Бенсонхерст, в районе Бруклин. На четырёхлетнего Карла произвело огромное впечатление посещение Всемирной выставки 1939 года в Нью-Йорке. В пять лет Карл отправился со своей матерью в городскую библиотеку, и первой книгой, которую он там попросил, стала брошюра по основам астрономии. Саган хотел знать, что такое звёзды, и его потрясло известие, что они размером с наше Солнце, а то и больше, но кажутся маленькими из-за огромных расстояний. Именно тогда Карл осознал истинные размеры Вселенной и в дальнейшем активно изучал астрономию. В конце концов, в 12 лет, он уже твёрдо решается стать астрономом. В семь лет Саган посетил планетарий Хейдена на Манхэттене. Экскурсия произвела на него огромное впечатление. В 13 лет у Карла была Бар-мицва. В 1948 году семья Саганов переехала в промышленный городок Рауэй, поблизости от Нью-Йорка. Карл поступил там в Рауэйскую старшую школу — школу, которую окончил в 1951 году.
В 1951 году Саган поступил в Чикагский университет, где получил степень бакалавра (1955), а затем магистра (1956) физики, в 1960 году защитил докторскую (PhD) диссертацию по астрономии и астрофизике. Кроме того, он успел поработать в лаборатории генетика Германа Джозефа Мёллера и написал диссертацию о происхождении жизни под началом физикохимика Гарольда Клейтона Юри. Летние месяцы он использовал для работы с планетоведом Джерардом Койпером, физиком Георгием Гамовым и биохимиком Мелвином Кальвином.
В 1960—1962 годах Саган работал ассистентом в Йеркской обсерватории Чикагского университета, Калифорнийском университете в Беркли и Стэнфордском университете.
В начале 1960-х годов никто достоверно не знал, на что похожа поверхность Венеры. Саган перечислил возможные условия на Венере в своём докладе (который позднее был опубликован в книге Тайм-Лайф журнала «Планеты»). Сам Карл Саган считал, что поверхность Венеры сухая и очень горячая. Он работал в качестве приглашённого учёного в Лаборатории реактивного движения (JPL) Калифорнийского технологического института и внёс свой вклад в дизайн и организацию первой миссии к Венере из серии Маринер. Венера-4 в 1967 году подтвердила его предположения об условиях на поверхности Венеры.
В 1962—1968 годах Карл Саган преподавал астрономию в Гарвардском университете. В 1968 году он перешёл в Корнеллский университет. В 1971 году Саган становится профессором астрономии и космических исследований, а также директором лаборатории по изучению планет. Он внёс свой вклад практически в каждую автоматическую космическую миссию, которая исследовала Солнечную систему. Он первым предложил идею посылать со всеми космическими зондами, которые покидают Солнечную систему, послание к внеземным цивилизациям. Первое послание, которое было отправлено в космос, представляло собой пластину анодированного алюминия, прикреплённую к космическому зонду Пионер-10. Карл Саган продолжил работу над посланиями. Самым детальным посланием, в разработке которого он принимал участие, была Золотая пластинка «Вояджера», отправившаяся в космос на космических зондах Вояджер.

## Научные достижения
Саган был одним из первых, кто выдвинул гипотезу о том, что спутник Сатурна Титан и спутник Юпитера Европа могут обладать океанами (предполагалось, что на Европе океан находится под ледяной поверхностью) или озёрами. Он предполагал, что водный океан Европы может быть пригодным для жизни. Подтверждение существования подлёдного океана на Европе было косвенно получено при помощи «Галилео».
Саган также внёс значимый вклад в изучение атмосферы Венеры, сезонных изменений на Марсе и спутнике Сатурна Титане. Он также подметил, что глобальное потепление является искусственной опасностью, созданной человеком, и провёл параллель между этим явлением и естественным превращением Венеры в жаркую, непригодную для жизни планету посредством парниковых газов. Он выдвинул гипотезу, что сезонные изменения на Марсе происходят из-за пылевых бурь, а не явлений, связанных с наличием растительности, как предполагалось ранее.

## Популяризация науки
Карл Саган предложил идею поиска внеземной жизни, призывал научное сообщество к поиску сигналов от разумных внеземных форм жизни при помощи больших радиотелескопов и отправке зондов к другим планетам.
Являлся главным редактором журнала «Икар», посвящённого планетарным исследованиям, на протяжении 12 лет. Он был одним из основателей «Планетарного общества» и членом Совета опекунов Института SETI.
Карл Саган известен как соавтор научной работы, которая предсказывала, что в итоге ядерной войны наступит ядерная зима; наряду с советским математиком Н. Н. Моисеевым он считается творцом модели ядерной зимы. Саган также предсказывал, что дым от горящей нефти в Кувейте (подожжённой армией Саддама Хуссейна в первую войну в заливе) вызовет экологическую катастрофу в виде чёрных облаков. Ушедший на пенсию атмосферный физик, Фред Сингер, отверг предсказание Сагана как нелепое, предсказывая, что дым рассеется в течение нескольких дней. В своей книге «Мир, полный демонов: Наука — как свеча во тьме» (англ. The Demon-Haunted World: Science as a Candle in the Dark) Карл Саган дал список ошибок, которые он допустил (включая своё предсказание эффекта кувейтских пожаров) как пример того, что в науке всякое утверждение требует веских доказательств и множества экспериментов.
С другой стороны, Саган участвовал в качестве исследователя в Проекте А119, секретной операции ВВС США, целью которой был сброс атомной бомбы на Луну.
Способность Сагана выражать свои идеи в общедоступной форме позволила многим людям лучше понять космос. В 1977—1978 годах он выступил с рождественской лекцией в Королевском обществе. Саган был автором (совместно со своей третьей женой Энн Друян) известного 13-серийного телевизионного сериала «Космос: персональное путешествие», в котором он снялся в качестве рассказчика. Идею для своего сериала Саган почерпнул из сериала Джейкоба Броновски «Восхождение человека» (англ. The Ascent of Man). В качестве звукового сопровождения в сериале звучит музыка Баха, Вивальди, Моцарта, Стравинского, Шостаковича, Хованесса и других композиторов.
Карл Саган также писал книги, популяризировавшие науку. Одной из таких работ была изданная в 1980 году книга «Космос», которая отражает и углубляет некоторые вопросы, поднятые в сериале «Космос: персональное путешествие». Другие сочинения Сагана включают несколько книг об эволюции жизни и разума — «Мозг Брока: Рассуждения о романтике науки» (англ. Broca’s Brain: Reflections on the Romance of Science), «Тени забытых предков: Поиск того, кем мы являемся» (англ. Shadows of Forgotten Ancestors: A Search for Who We Are, в соавторстве с Энн Друян) и «Драконы Эдема: Рассуждения об эволюции человеческого мозга» (англ. Dragons of Eden: Speculations on the Evolution of Human Intelligence), получившую Пулитцеровскую премию.
Карл Саган организовал перевод и дополнил собственным текстом книгу советского астрофизика Иосифа Шкловского «Вселенная, жизнь, разум», в 1966 году изданную на английском под названием «Жизнь во Вселенной» в их соавторстве. Переписка двух учёных началась в 1962 году, когда Саган, заинтересовавшись гипотезой Шкловского о вымирании динозавров в результате вспышек сверхновых, отправил препринт своей статьи о межзвёздной связи.
Помимо научно-популярных книг, Саган написал известный научно-фантастический роман «Контакт» (англ. Contact), но не дожил до его экранизации, которая состоялась в 1997 году, а в 1998 году фильм получил Премию Хьюго.
Благодаря сериалу «Космос» и частому появлению на популярном телевизионном шоу «The Tonight Show», Саган стал ассоциироваться с фразой «миллиарды и миллиарды» (billions and billions). На самом деле он никогда не употреблял эту фразу в сериале «Космос», но тот факт, что он часто использовал слово «миллиарды», сделало фразу «миллиарды и миллиарды» любимой фразой ведущего телешоу Джонни Карсона и других людей. Он принял это с юмором и озаглавил свою последнюю книгу «Миллиарды и Миллиарды». Была даже создана шутливая мера измерения «саган», которая может быть любым числом больше 4 млрд.
Саган написал продолжение книги «Космос» — «Голубое пятнышко: Взгляд на космическое будущее человечества» (англ. Pale Blue Dot: A Vision of the Human Future in Space), которое было отмечено как значимая книга 1995 года в газете «Нью-Йорк Таймс». Саган написал предисловие к книге Стивена Хокинга «Краткая история времени».
Карл Саган выдвинул предположение о происхождении символа свастики в своей книге «Комета» (англ. Comet). Он выдвинул гипотезу, что комета приблизилась к Земле в древности на такое расстояние, что исходящие из неё струи газа, изогнутые под воздействием вращения, были видны невооружённым глазом. В книге «Комета» Саган приводит копию древнего китайского манускрипта, который показывает разнообразие хвостов комет, в основном простые хвосты, но на последнем изображении ядро кометы нарисовано с четырьмя исходящими из неё загнутыми лучами, изображая свастику.
Саган вызывал противоречивые чувства у других профессиональных учёных. С одной стороны, он получил повсеместную поддержку за популяризацию науки и его позицию в пользу научного скептицизма и против псевдонауки, что видно из его разоблачения книги Иммануила Великовского Миры в столкновении (англ. Worlds In Collision). С другой стороны, среди учёных была некоторая обеспокоенность тем, что персональные научные взгляды и интересы Сагана будут приняты публикой за взгляды всего научного сообщества. Некоторые полагают, что эти опасения связаны с беспокойством профессионалов по поводу того, что взгляды, противоположные взглядам Сагана (например, ставящие под вопрос серьёзность ядерной зимы), не получают должного внимания в обществе.
Аргументы Сагана против «теории катастроф» Великовского подверглись критике со стороны некоторых его коллег. Доктор Роберт Частроу из института по изучению космоса при НАСА писал:

Вычисления профессора Сагана игнорируют законы гравитации. В этом доктор Великовский был лучшим астрономом.

В более поздний период жизни Сагана его книги представляли скептический и натуралистический подход к устройству мира. В книге «Мир, полный демонов: Наука, как свеча во тьме» (англ. The Demon-Haunted World: Science as a Candle in the Dark) он описал методы тестирования идей и нахождения ошибочных и обманных гипотез, по сути призывая к широкому использованию научного метода. В опубликованной после смерти автора работе «Миллиарды и миллиарды: Мысли о жизни и смерти на краю тысячелетия» (англ. Billions and Billions: Thoughts on Life and Death at the Brink of the Millennium) содержатся написанные Саганом очерки, отражающие его взгляды на аборты и многое другое, а также отчёт Энн Друян о том, что Саган умер, оставшись атеистом.

## Общественная деятельность
Саган был согласен с уравнением Дрейка, допускающим существование большого числа внеземных цивилизаций. Отсутствие доказательств существования таких цивилизаций (парадокс Ферми) может говорить о том, что технологические цивилизации самоуничтожаются очень быстро. Это заключение побудило его к изучению и публикации способов, какими человечество может уничтожить себя, в надежде на то, что человек избежит этой участи и сможет превратиться в существо, покорившее космические просторы. Он также критиковал «углеродный шовинизм», равно как и антропоцентризм в отношении других живых существ, населяющих Землю (в частности, выступал за гуманное обращение с животными и предоставление высшим приматам прав неприкосновенности личности).
Политическая активность Сагана возросла после его женитьбы на знакомой писательнице Энн Друян. Он участвовал в акциях гражданского неповиновения на объектах, связанных с разработкой ядерного оружия во времена обсуждения договора о свёртывании программы по разработке ядерного оружия. Когда рейгановская администрация отказалась последовать примеру советского руководства во главе с Михаилом Горбачёвым, объявившего с 6 августа 1985 года односторонний мораторий на испытания ядерного оружия, Саган был в числе антивоенных активистов, протестовавших в Неваде на протяжении 1986—1987 годов за прекращение «холодной войны», и даже был дважды арестован. Он открыто выступал против Стратегической оборонной инициативы президента США Рональда Рейгана, также известной под именем «Звёздные войны», считая эту программу слишком дорогой, технически невозможной и малоэффективной, а также дестабилизирующей процесс разоружения. По этой причине он трижды ответил отказом на приглашение на президентский ужин в Белый дом.
Хотя политические (борьба за мир и социальный прогресс) и идейно-философские (борьба с суевериями и религиозными предрассудками) позиции Сагана были близки к официальным советским, он критиковал не только США, но и СССР, регулярно отправляя туда экземпляры книги Льва Троцкого «История русской революции».
Карл Саган был заядлым курильщиком марихуаны, хотя никогда публично не признавал это. В 1971 году в книге-сборнике «Марихуана: взгляд под другим углом» (англ. Marihuana Reconsidered) под псевдонимом «Mr. X» он написал статью, посвящённую курению конопли. Редактором этой книги был Лестер Гринспун. В статье Саган писал о том, что марихуана помогала ему в некоторых его работах и улучшала восприятие. После смерти Сагана Гринспун открыл эту информацию биографу Сагана. Когда его биография под названием «Карл Саган: Жизненный путь» (англ. Carl Sagan: A Life) была опубликована в 1999 году, факты, касающиеся марихуаны, вызвали большой общественный резонанс.

## Личность
В 1966 году Сагана попросили дать интервью о возможности существования внеземных цивилизаций для предисловия к фильму «Космическая одиссея 2001». Саган ответил, что он хочет иметь редакторский контроль над фильмом и процент со сборов, в чём ему было отказано.
В 1994 году компания Apple Computer начала разрабатывать новую версию своего компьютера Power Macintosh 7100. Компания выбрала имя «Карл Саган», как внутреннее кодовое имя продукта в честь известного астронома. Хотя внутреннее имя продукта было строго конфиденциальным и никогда не использовалось на публике, когда Саган узнал об этом, он подал в суд на фирму Apple Computer, требуя, чтобы она использовала другое название, так как другие проекты имели такие имена как «Холодный синтез» (англ. Cold fusion) и «Пилтдаунский человек» (англ. Piltdown Man). Саган не хотел быть ассоциированным с ненаучными проектами. Хотя он проиграл процесс, инженеры фирмы Apple подчинились желанию Сагана и переименовали проект в «BHA» — «Упрямый астроном» (англ. Butthead Astronomer). Саган снова подал в суд на Apple за то, что они насмехаются над ним. Он проиграл и на этот раз, но имя проекта 7100 претерпело очередное изменение, теперь он назывался «LAW» — «Все юристы слабаки» (англ. Lawyers Are Wimps).
Многие считали Сагана атеистом или агностиком, основываясь на таких его заявлениях, подобных, например, такому:

«Идея Бога как огромного белого мужчины с развевающейся бородой, который сидит на небе и управляет всеми вещами, даже такими мелкими как полёт воробья, является смехотворной. Но если под словом Бог подразумевается набор законов физики, которые управляют Вселенной, тогда такой Бог существует. Идея такого Бога не даёт эмоционального удовлетворения… вознесение молитв закону гравитации не имеет смысла».

Саган женился трижды: в 1957 году — на известном биологе Линн Маргулис (матери Дориона и Джереми Саган); в 1968 году — на художнице Линде Зальцман Саган (матери Ника Сагана); в 1981 году — на писательнице Энн Друян (матери Саши и Сэма Саганов), с которой прожил до конца своих дней.
Саган умер от воспаления лёгких, вызванного двухлетней борьбой организма с миелодисплазией (заболеванием костного мозга) 20 декабря 1996 года, в Онкологическом исследовательском центре Фреда Хатчинсона в Сиэтле (штат Вашингтон) .
Похоронен в США, на кладбище Lake View в штате Нью-Йорк.

## Наследие и память
Саган был выдающейся личностью. Сторонники Сагана оценили важность его усилий по популяризации естественных наук, его выступлений как против ограничений на научные исследования, так и против реакционного использования плодов науки, в защиту демократии, его противодействие националистическим идеям, в защиту гуманизма, отрицание гео- и антропоцентрических взглядов.
Место посадки беспилотного аппарата, первого марсохода «Марс Патфайндер» было переименовано в «Мемориальную станцию Карла Сагана» 5 июля 1997 года. Астероид 2709 Саган был также назван в его честь.

### В культуре
Фильм «Контакт», основанный на романе Сагана и законченный после его смерти, заканчивается строкой «Посвящено Карлу» (англ. For Carl).
Астрофизик Нил Тайсон является учеником Карла Сагана.
В одной из серий фильма «Звёздный путь» показано место посадки «Марс Патфайндера» и историческая надпись, цитирующая Сагана на месте «Мемориальной станции Карла Сагана», которая гласит:

«Какова бы ни была причина того, что вы находитесь на Марсе, я рад, что вы здесь, и желал бы быть с вами».

В 2004 году музыкальная группа «Sagan», исполняющая электронную музыку, выпустила свой альбом «Невидимые Силы» (англ. Unseen Forces). Музыкальный диск сопровождает DVD с юмористическими видеоклипами, выражающими уважение историческим наброскам из сериала «Космос».
В декабре 2010 года в продажу поступила игра Back to the Future: The Game, в которой попавший в прошлое Доктор Эммет Браун именует себя Карлом Саганом. Известно, что Саган называл фильм «Назад в будущее» лучшей фантастикой.
Финская группа Nightwish посвятила выдающемуся астроному композицию «Sagan», которая издана на сингле «Élan» в 2015 году. Они же использовали речь Сагана в следующем альбоме в композиции «All the Works of Nature Which Adorn the World — Ad Astra».
Шведская группа Plan Three выпустила композицию под названием «Carl Sagan» в 2017 году, в альбоме «Wish I Was Stormborne».
Американская группа Panic! At the Disco в своей песне King of the Clouds упомянула Карла Сагана и сериал «Космос». Брендон Ури, солист группы, является поклонником Сагана.
Российская рок-группа «Космонавтика» выпустила в 2016 году музыкальный клип «Pale Blue Dot», где используется речь Карла Сагана, само название композиции заимствовано от придуманного Саганом названия фотографии, полученной от станции Voyager-1, где запечатлена Земля с расстояния около 6 млрд км.
В книге американского писателя Эрнеста Клайна Карл Саган был одним из учёных, знавший, что на Европе есть разумная жизнь.

## Премии и награды
- Премия достижений проекта Аполлон — НАСА
- Медаль НАСА «За выдающуюся общественную службу» — 1977
- Премия Цыплёнка Цыпы — почётное упоминание в 1991 году, Центр национальной обеспокоенности, премия за сомнительное достижение от организации, которая относится скептически к оценке состояния окружающей среды и влияния на неё человеческой деятельности.
- Признание за публичную работу — НАСА.
- Эмми — Выдающиеся личные достижения — 1981 — за сериал «Космос»
- Эмми — Выдающийся Познавательный Сериал — 1981 — за сериал «Космос»
- Медаль НАСА «За исключительные достижения»
- Премия Хелен Калдикот за лидерские качества — движение женщин за ядерное разоружение
- Премия Гомера — 1997 — за «Контакт»
- Премия Хьюго — 1998 — за «Контакт»
- Премия Хьюго — 1981 — за «Космос»
- Премия Хьюго — 1997 — за «Мир, полный демонов»
- Гуманист года — 1981 — присваивается Американской ассоциацией гуманистов
- Награда за Здравомыслие — 1987 — Комитет по научному подходу к паранормальным явлениям
- Награда Айзека Азимова — 1994 — Комитет по научному подходу к паранормальным явлениям
- Награда Джона Кеннеди по Астронавтике — Американское астрономическое общество
- Награда Мемориала Джона Кэмпбелла — 1974 — «Космические связи» (англ. The Cosmic Connection)
- Награда Клюмпке-Робертса Тихоокеанского Астрономического Общества — 1974
- Медаль Константина Циолковского — Федерация космонавтики СССР
- Премия Лео Силарда (1985)
- Премия Хонда (1985)
- Премия Локуса — 1986 — за «Контакт»
- Награда Томаса Лоуэлла — Клуб исследователей — 75-летний юбилей
- Премия Мазурского — Американское астрономическое общество
- Премия Пибоди — 1980 — за сериал «Космос»
- Медаль общественного благосостояния — 1994 — Национальная академия наук США
- Пулитцеровская премия за нехудожественную литературу — 1978 — за «Драконы Эдема»
- Премия Научно фантастической хроники — 1998 — за «Контакт»
- Мемориальная награда Карла Сагана — названа в его честь
- Назван 99-м «Великим американцем» 5 июня 2005 года на шоу «Самый великий американец» (англ. The Greatest American), показанном по каналу Discovery.

## Основные работы
- Карл Саган. Космос = Carl Sagan. Cosmos. — М.: Альпина нон-фикшн, 2024. — С. 558. — ISBN 978-5-91671-000-7.
- У. Келлог и К. Саган. Атмосферы Марса и Венеры / пер. с англ. и предисловие В. И. Мороза. — М.: Изд-во иностранной литературы, 1962.
- «Планеты», К. Саган и Джонатан Нортон Леонард совместно с редакторами журнала «Life» — Time Inc., 1966.
- «Разумная жизнь во вселенной» (англ. Intelligent Life in the Universe), К. Саган и И. С. Шкловский. Random House, 1966.
- «Осуществление связи с внеземным разумом» (англ. Communication with Extraterrestrial Intelligence), К. Саган. MIT Press, 1973.
- «Марс и Разум человека» (англ. Mars and the Mind of Man), К. Саган и др. Harper & Row, 1973.
- «Другие миры» (англ. Other Worlds), К. Саган. Bantam Books, 1975.
- «Звуки Земли: Межзвёздная запись Вояджера» (англ. Murmurs of Earth: The Voyager Interstellar Record), К. Саган и др. Random House, 1977.
- «Ядерная зима: Мир после ядерной войны» (англ. The Nuclear Winter: The World After Nuclear War), К. Саган и др. Sidgwick & Jackson, 1985.
- «Контакт», К. Саган. Simon and Schuster, 1985; Переиздано в августе 1997 издательством Doubleday Books, ISBN 1-56865-424-3, 352 стр.
- «Путь, о котором никто не задумывался: Ядерная зима и конец гонки вооружений» (англ. A Path Where No Man Thought: Nuclear Winter and the End of the Arms Race), К. Саган и Ричарда Тарко. Random House, 1990
- «Драконы Эдема: Рассуждения об эволюции человеческого мозга» (англ. Dragons of Eden: Speculations on the Evolution of Human Intelligence), К. Саган. Ballantine Books, Декабрь 1989, ISBN 0-345-34629-7, 288 стр.
- «Мозг Брока: Рассуждения о романсах науки» (англ. Broca’s Brain: Reflections on the Romance of Science), К. Саган. Ballantine Books, 1993, ISBN 0-345-33689-5, 416 стр.
- «Тени забытых предков: Поиск того, кем мы являемся» (англ. Shadows of Forgotten Ancestors: A Search for Who We Are), К. Саган и Э. Друян. Ballantine Books, 1993, ISBN 0-345-38472-5, 528 стр.
- «Комета» (англ. Comet), К. Саган и Э. Друян. Ballantine Books, 1997, ISBN 0-345-41222-2, 496 стр.
- «Голубая точка. Космическое будущее человечества» = Pale Blue Dot. A Vision of the Human Future in Space. — М.: Альпина нон-фикшн, 2016. — 406 с. — ISBN 978-5-91671-573-6.
- «Миллиарды и миллиарды: Мысли о жизни и смерти на краю тысячелетия» (англ. Billions and Billions : Thoughts on Life and Death at the Brink of the Millennium), К. Саган и Э. Друян. Ballantine Books, 1998, ISBN 0-345-37918-7, 320 стр.
- «Мир, полный демонов: Наука — как свеча во тьме» (англ. The Demon-Haunted World: Science as a Candle in the Dark), К. Саган. Ballantine Books, 1997, ISBN 0-345-40946-9, 480 стр.
- «Космические связи» (англ. The Cosmic Connection), К. Саган и Джером Эйджел. Cambridge University Press, 2000, ISBN 0-521-78303-8, 301 стр.
- Carl Sagan. Cosmos.  Random House, 2002, ISBN 0-375-50832-5, 384 стр.
- «Наука в поисках Бога» (англ. The Varieties of Scientific Experience: A Personal View of the Search for God), К. Саган под редакцией Э.Друян, 1985 лекции Gifford, Penguin Press HC, ноябрь 2006, ISBN 1-59420-107-2, 300 стр.
- Карл Саган. Контакт =  Carl Sagan Contact. — М.: Альпина Нон-фикшн, 2018. — 531 p. — ISBN 978-5-91671-761-7.